# سرخه میشه
سرخه میشه یک روستا در ایران است که در دهستان چورزق واقع شده‌است. سرخه میشه ۳۴۳ نفر جمعیت دارد.

## درباره روستا
- فهرست شهرهای ایران